# Vaccinium singularis
Vaccinium singularis är en ljungväxtart som beskrevs av N.R.Salinas och Betancur. Vaccinium singularis ingår i Blåbärssläktet, och familjen ljungväxter. Inga underarter finns listade i Catalogue of Life.